# David du Plessis
David Johannes du Plessis (* 7. Februar 1905 in Twenty Four Rivers, Kapkolonie; † 2. Februar 1987 in Oakland, Kalifornien) war ein in Südafrika geborener Pfingstprediger, der die Charismatische Erneuerung den etablierten christlichen Kirchen im Rahmen der Ökumene vermittelte und als internationaler Sprecher der Pfingstbewegung auftrat, was ihm den Titel „Mr. Pentecost“ einbrachte.

## Leben

### Südafrika
David Johannes du Plessis wurde 1905 als Sohn einer weißen Familie in einem südafrikanischen Dorf in der Nähe von Kapstadt geboren. Durch die evangelistische Arbeit der 1908 von John G. Lake gegründeten Apostolic Faith Mission of South Africa (AFM) schlossen sich die du Plessis 1914 der Pfingstbewegung an. Nach einem Umzug nach Ladybrand im Jahr 1917 bekehrte sich David du Plessis, als er in ein heftiges Unwetter geriet und um sein Leben fürchtete. Im darauffolgenden Jahr erhielt er während eines Gottesdienstes unter dem Prediger Charles Heatley die Taufe mit dem Heiligen Geist und soll nach dem Erhalt einer göttlichen Vision in Zungen geredet haben.
Aus Geldnöten brach er sein Studium ab und zog nach Pretoria, wo er für das Railway Engineering Department zu arbeiten begann. Nebenher leitete er als Prediger eine Kirchengemeinde in einem über einem Ladengeschäft angesiedelten Versammlungsraum, der als „Upper Room“ bekannt war. Hier lernte er Anna Cornelia Jacobs († 1998) kennen, die er im August 1927 heiratete und mit der er sieben Kinder bekommen sollte. 1932 wurde er zum Pastor der Apostolic Faith Mission ordiniert und vier Jahre später zu deren Generalsekretär gewählt. Während er dieses Amt bekleidete, lernte er im Dezember 1936 den pfingstlerischen Evangelisten und Geistheiler Smith Wigglesworth († 1947) kennen. Wigglesworth soll ihm eines Morgens prophezeit haben, dass der Geist Gottes nach seinem Tod über die etablierten Kirchen kommen und eine nie dagewesene Erneuerung bringen werde, in der David du Plessis eine wichtige Rolle spielen würde.

### Vereinigung der Pfingstkirchen
Als sein Ruf die Pfingstgemeinden der USA erreicht hatte, wurde David du Plessis 1937 eingeladen, um vor dem General Counsel of the Assemblies of God in Memphis, Tennessee, zu sprechen. Im folgenden Jahr reiste er erstmals nach Europa und setzte sich zunehmend für die Einheit der weltweiten Pfingstgemeinden ein. Er knüpfte viele Beziehungen innerhalb der verschiedenen Gemeinden in Nordamerika, Europa und Afrika und arbeitete mit dem Schweizer Pastor Leonard Steiner zusammen, unter dessen Leitung im Mai 1947 die erste Pentecostal World Conference in Zürich, Schweiz, stattfand. David du Plessis selbst hielt auf der Weltkonferenz eine Rede mit dem Titel „Gather the Wheat, Burn the Chaff“. Er legte das Amt als Generalsekretär der Apostolic Faith Mission nieder und zog mit seiner Familie nach Basel, Schweiz. Von hier aus setzte er seine ausgedehnten Reisen innerhalb Europas und nach Nordamerika fort. Während eines USA-Aufenthalts erlitt David du Plessis einen schweren Autounfall, dem sich ein mehrwöchiger Krankenhausaufenthalt anschloss. In diesen Wochen habe er Gewissheit darüber erlangt, dass die Taufe mit dem Heiligen Geist allen Christen, unabhängig ihrer Konfession, zustehe.
1948 wurde er zum Pastor der Assemblies of God ordiniert und ließ sich dauerhaft in den USA nieder. Von seiner neuen Wahlheimat aus organisierte er die 1949 stattfindende Pentecostal World Conference in Paris und trat eine Stelle als Professor des Lee College in Cleveland, Tennessee, an. Zudem unterstützte er den christlichen Geschäftsmann Demos Shakarian beim Aufbau des „Full Gospel Businessmen’s Fellowship International“ (1951).

### Ausweitung der Ökumene
Als David du Plessis davon erfuhr, dass sich der presbyterianische Geistliche John A. MacKay († 1983), der als Doktor der Theologie am Princeton Theological Seminary in Princeton, New Jersey lehrte, nach anfänglicher Kritik für die Pfingstbewegung ausgesprochen hatte, nahm er Kontakt mit diesem auf. Aus dem Kontakt entstand eine Freundschaft, die der Anstoß für David du Plessis gewesen sein soll, sich der Ökumenischen Bewegung anzuschließen.
Neben seiner Tätigkeit als Generalsekretär der Pentecostal World Conference in London nahm er 1952 auf Einladung von John A. MacKay an der World Conference of the International Missionary Council (WCC; Vollversammlung des Ökumenischen Rates) in Willingen, Westdeutschland, teil. Hier wurde ihm erstmals der Titel Mr. Pentecost erteilt, der fortan unzertrennlich mit ihm verbunden war. David du Plessis war an nahezu sämtlichen Vollversammlungen des Ökumenischen Rates und Weltkonferenzen der Pfingstgemeinden beteiligt. Zudem schloss er sich 1956 der The Voice of Healing von Gordon Lindsay an und trat als Prediger auf Veranstaltungen des Healing Revivals auf, so 1959 gemeinsam mit William Branham im Angelus Temple in Los Angeles. Seine Bekanntheit beschränkte sich nicht nur auf den religiösen Bereich. Obwohl er keine akademische bzw. theologische Ausbildung erhalten hatte, hielt er Vorlesungen an verschiedenen Universitäten; darunter in Princeton und Yale.
Eine entscheidende Wendung in seinem ökumenischen Dienst fand auf der 1960 stattfindenden World Conference of the International Missionary Council in St. Andrews, Schottland, statt: Der katholische Priester Bernard Leeming bat David du Plessis um die Taufe mit dem Heiligen Geist. Ab diesem Zeitpunkt intensivierte David du Plessis seinen Austausch mit Geistlichen der Katholischen Kirche und brachte gegenüber Kardinal Augustin Bea seinen Wunsch zum Ausdruck, dass jeder Katholik Zugang zur Bibel in seiner jeweiligen Landessprache erhalte. Sein Kontakt zu führenden katholischen Würdenträgern verschaffte ihm Privataudienzen bei mehreren Päpsten; Johannes XXIII., Paul VI. und Johannes Paul II.
Wenn David du Plessis überkonfessionelle Tätigkeit unter Episkopalen und Presbyterianer von den meisten Pfingstgemeinschaften geduldet wurde, so ging ihnen der Austausch und die damit einhergehenden Kompromisse mit den Katholiken zu weit. 1962 nahmen die Assemblies of God die Ordination David du Plessis zurück. Die Katholische Kirche hingegen schätzte David du Plessis. Sie hatte den zunehmenden Einfluss der Pfingst- und Charismatischen Bewegung innerhalb der Christenheit erkannt und lehnte eine Reformierung nicht von Grund auf ab. So kam es, dass David du Plessis auf Vermittlung des Benediktiners Kilian McDonnell (* 1921) als einziger Vertreter der Pfingstbewegung am Zweiten Vatikanischen Konzil (1962–1965) als Beobachter teilnehmen durfte. Als 1972 die ersten offiziellen Dialoggespräche zwischen der Katholischen Kirche und den Pfingstgemeinschaften begannen, trat David du Plessis als Vertreter letzterer auf. Ebenso war er Berater während des 1975 in Rom stattfindenden Kongresses über Charismatische Erneuerung innerhalb der Katholischen Kirche.

### Ehrungen und Tod
David du Plessis wurde zu den elf einflussreichsten christlichen Führern des 20. Jahrhunderts gezählt. Für seinen Einsatz für die Ökumene erhielt er im Mai 1976 von der St. John’s University in Collegeville, Minnesota die Auszeichnung „Pax Christi“. Das Bethany Bible College in Santa Cruz, Kalifornien verlieh ihm 1978 die Ehrendoktorwürde und Papst Johannes Paul II. überreichte ihm fünf Jahre darauf die Benemerenti-Medaille.
Seiner Autobiografie gab er den Titel: „The Spirit Bade Me Go“.
David du Plessis starb 1987 in Kalifornien. Seine Person und sein Dienst für die Ökumene brachte ihm die Umschreibung als „global ambassador of Pentecostal understandings of the Holy Spirit“ ein.